# Янгон Юнайтед
«Янгон Юнайтед» (бірм. ရန်ကုန် ယူနိုက်တက် ဘောလုံးအသင်း) — м'янмський футбольний клуб з міста Янгон, який виступає в Національній Лізі М'янми.

## Досягнення
- Національна Ліга М'янми:
  -  Чемпіон (5): 2011, 2012, 2013, 2015, 2018

- Кубок М'янми:
  -  Володар (4): 2011, 2018, 2019, 2025

- Суперкубок М'янми:
  -  Володар (3): 2013, 2016, 2018